# 沃爾夫哈特·豪澤
沃爾夫哈特·豪澤（Wolfhart Hauser，另有中文名符浩申，1949年12月5日—）是德國企业家，現為倫敦交易所上市公司、國際檢測認證公司天祥集團的首席執行官。

## 生平
為醫學碩士、醫學博士，學位分別於路德維希-馬克西米利安-慕尼黑大學及慕尼黑工業大學取得。他的博士論文探討了預防滑雪傷患的方法；按着論文的方向，他發明了一套滑雪固定器標準，至今仍在ISO標準內。他曾於德國萊茵TUV集團工作多年。
自2005年3月起，豪澤出任天祥的首席執行官；自2007年1月起，他同時擔任着英國資訊界公司 Logica plc 的非執行董事。